# Вітгарен
Вітгарен (нід. Witharen) — селище в нідерландській провінції Оверейсел. Входить до муніципалітету Оммен.
Його площа становить 10,73 км², а населення станом на 2021 рік складало 460 осіб.
Перша згадка про населений пункт датується 1533 роком.